# السدمة (جبلة)

تعديل مصدري - تعديل

السدمة محلة تابعة لقرية بيت الجرادي، التابعة لعزلة الثوابي بمديرية جبلة إحدى مديريات محافظة إب في الجمهورية اليمنية، بلغ تعداد سكانها 62 حسب تعداد اليمن لعام 2004.